# یونجه خارپشتی
یونجه خارپشتی (نام علمی: Medicago intertexta) نام یک گونه از سرده یونجه است.